# Xian de Xunwu
Le xian de Xunwu (寻乌县 ; pinyin : Xúnwū Xiàn) est un district administratif de la province du Jiangxi en Chine. Il est placé sous la juridiction de la ville-préfecture de Ganzhou. C'est un district extrêmement boisé, avec une couverture forestière de 78 %.

## Démographie
La population du district était de 282 171 habitants en 1999.